# Benoît Brière
Benoît Brière (* 20. Juni 1965 in Longueuil, Québec) ist ein kanadischer Schauspieler.

## Leben und Leistungen
Brière schloss im Jahr 1991 seine Schauspielausbildung an der National Theatre School of Canada in Montreal ab.
Auf der Theaterbühne verkörperte er unter anderem Rollen in der Komödie Don Juan von Molière, dem Schauspiel Der Barbier von Sevilla von Beaumarchais und der Komödie Der Bürger als Edelmann von Molière. Brière leitet auch Opern-Workshops an der Universität Montréal und am dortigen Konservatorium (Conservatoire).
Eine Nebenrolle verkörperte er im romantischen Filmdrama Séraphin: un homme et son péché (2002) von Regisseur Charles Binamé mit Karine Vanasse in der Hauptrolle. In der Komödie Die große Verführung (2003) von Regisseur Jean-François Pouliot ist Brière als Bankkassierer zu sehen. Eine weitere Nebenrolle stellte er in der Verwechslungskomödie C'est pas moi... c'est l'autre! (2004) von Alain Zaloum mit Roy Dupuis dar.
1997 gewann Brière den Gémeaux Award als bester Schauspieler für die Miniserie Cher Olivier. 2004 wurde er beim Genie Award als bester Nebendarsteller für Die große Verführung nominiert.

## Filmografie (Auswahl)
- 1992: Lignes de vie
- 1997: Cher Olivier
- 2001: Tales from the Neverending Story
- 2002: Séraphin: un homme et son péché
- 2003: Die große Verführung (La grande séduction)
- 2004: C'est pas moi... c'est l'autre!
- 2015: April und die außergewöhnliche Welt (Avril et le monde truqué) (Stimme)